# 藤原経臣
藤原 経臣（ふじわら の つねおみ、昌泰3年（900年） - 没年不詳）は、平安時代中期の貴族・儒学者。藤原北家魚名流。大学頭・藤原佐高の子。官位は正五位下・肥前守。

## 経歴
朱雀朝初頭に文章得業生の傍ら、承平2年（932年）2月に成明親王（のち村上天皇）の読書始の尚復を務める。同年7月に方略試宣旨を受け（問答博士は式部丞・菅原在躬）、試験に及第して蔵人式部少丞に任官した。承平5年（935年）に行われた菊の宴には序を献じている。
その後、巡爵により従五位下・能登守に叙任されると、丹後守（または丹波守）・肥前守と朱雀朝中期から村上朝前期にかけて地方官を歴任。この間、天慶5年（942年）能登守の功課により従五位上に叙せられ、正五位下まで昇進している。

## 官歴
- 承平2年（932年） 7月25日：方略試宣旨[3]
- 承平4年（934年） 4月7日：蔵人式部少丞[4]
- 時期不詳：従五位下。能登守
- 天慶5年（942年） 4月25日：従五位上（能登功課）、見丹後守[5]
- 時期不詳：正五位下。丹波守
- 天暦2年（948年） 日付不詳：肥前守、元丹波守[6]

## 系譜
『尊卑分脈』による。
- 父：藤原佐高
- 母：上毛野氏
- 妻：藤原文令の娘
  - 男子：藤原雅材
- 妻：源致の娘
  - 男子：藤原元命 - あるいは藤原国隣の子